# Uso político de la historia
El uso político de la historia es la construcción de relatos sobre el pasado para justificar un comportamiento político y enmarcar las interpretaciones de presente. El uso político de la historia lo practican tanto grupos hegemónicos como otros que contestan esa hegemonía: ya sea la historia de la existencia de una comunidad nacional, del sufrimiento de una clase social, del pedigrí democrático de una opción política, o de los derechos de un determinado colectivo. Los variados usos políticos de la historia, pueden dividirse entre aquellos que pretenden generar consenso y aquellos que pretenden contribuir a dar sentido a los conflictos.

## La historia usada para generar consenso
Para los antropólogos, en la medida en la que la legitimidad de las comunidades políticas a menudo se basa en la identidad compartida por sus miembros, contar con una historia común en la que se realza la solidaridad interna y la rivalidad con los extraños suele formar parte de la propia existencia de esa comunidad política. La presencia de señales de esa historia común y signos de su valor en el presente forma parte de lo que Michael Billig denominó nacionalismo banal,
La historia enseñada en las escuelas suele construir el relato histórico haciendo referencia a la perennidad de la comunidad política considerada legítima por quienes están en el sistema educativo.[cita requerida] En las sociedades en las que hay conflictos identitarios, el contenido de los libros de texto puede resultar problemático.
La política de conmemoraciones de acontecimientos históricos, por otra parte, intenta hacer partícipes a los ciudadanos de un acontecimiento del pasado y crear una solidaridad entre ellos y lo que se les presenta como "su" historia, para legitimar la existencia de la comunidad política. Este tipo de rituales cívicos fue propuesto por Augusto Comte como mecanismo para generar solidaridad entre los ciudadanos en una sociedad racionalizada. Él mismo elaboró una tabla de personajes y acontecimientos históricos que deberían ser objeto de conmemoración en cada país.[cita requerida]
La Unión Europea incluye la investigación y la docencia de la historia de Europa como una línea para generar solidaridad entre los europeos. Subvenciona la realización de investigaciones y la traducción de libros que realzan el legado común europeo frente a las historias de rivalidades y guerras entre países europeos.[cita requerida]

## La historia usada para dar sentido al conflicto
- En muchas ocasiones el revisionismo histórico, especialmente el seudocientífico, es partícipe de ese uso político de la historia
- La leyenda negra española
- La historia como maestra de políticos
- La historia como maestra de revolucionarios.

## Críticas al uso político de la historia
- Crítica a la matriz historicista de las "historias nacionales"
- Crítica a la manipulación histórica.
- Crítica a la simplificación de la complejidad histórica.
- Crítica al uso anacrónico de categorías del presente.